# Frauke Sinjen
Frauke Wiegand-Sinjen (* 21. März 1940 in Hamburg; † 4. Juli 2003) war eine deutsche Schauspielerin.

## Leben

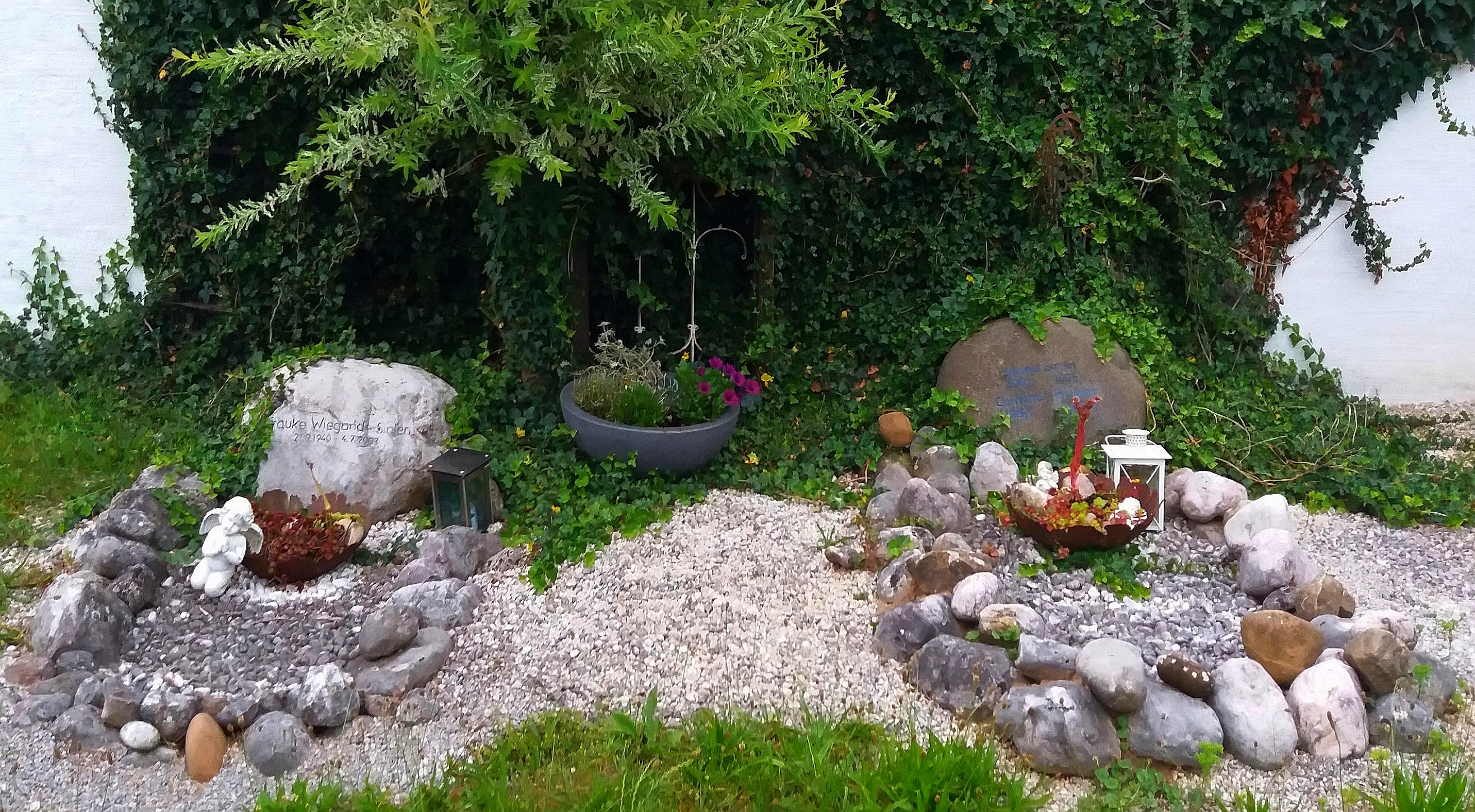
Filialkirche Irrsdorf, Gräber von Frauke Wiegand-Sinjen (links) sowie Sabine Sinjen und Günther Huber (rechts)

Frauke Sinjen war die Tochter einer Journalistin und eines Diplomingenieurs. Nachdem ihr Vater im Zweiten Weltkrieg gefallen war, wuchs sie mit ihren Schwestern Julia und Sabine in Hamburg und München auf. Sinjen arbeitete zunächst als Journalistin, ehe sie zur Schauspielerei kam. 1960 debütierte sie an der Seite von Peter Alexander in der Komödie Kriminaltango von Géza von Cziffra. Bis zum Jahr 2000 war Sinjen wiederholt auf dem Bildschirm zu sehen. Große Popularität brachte ihr eine der Hauptrollen in der 20-teiligen Serie Unser Pauker ein, später wirkte sie als Gastdarstellerin in Serien wie Derrick, Forsthaus Falkenau oder Aus heiterem Himmel. Daneben war Sinjen umfangreich in der Fernsehwerbung tätig und wirkte in über 300 Spots mit. Als Synchronsprecherin war sie eine von mehreren deutschen Stimmen der US-amerikanischen Kollegin Majel Barrett in der Serie Raumschiff Enterprise.
Frauke Sinjen war bis zu dessen Tod 1994 mit dem Architekten Gerd Wiegand verheiratet, der vornehmlich für Sport- und Verkehrsbauten verantwortlich war und unter anderem das Olympische Dorf in München mitgestaltet hatte. Sie fand ihre letzte Ruhestätte auf dem Friedhof der Filialkirche Irrsdorf neben ihrer Schwester Sabine und ihrem Schwager Günther Huber.

## Filmografie
- 1960: Kriminaltango
- 1962: Wenn die Musik spielt am Wörthersee
- 1963: Interpol (Fernsehserie) – Folge 3: Herz ist Trumpf
- 1964: Auto, Auto (Kurzfilm)
- 1965–1966: Unser Pauker (Fernsehserie, 11 Folgen)
- 1969: Pater Brown – Der Fluch des Buches (Fernsehserie)
- 1975: Derrick – Nur Aufregungen für Rohn
- 1975: Wie würden Sie entscheiden? – Was ist denn mit der Ampel los? (Fernsehserie)
- 1976: Derrick – Kalkutta (Fernsehserie)
- 1977: Notsignale – Das Stellwerk (Fernsehserie)
- 1979: Die Protokolle des Herrn M. – Der letzte Schuß (Fernsehserie)
- 1979: Kur in Travemünde (Fernsehfilm)
- 1982–1995: Aktenzeichen XY ... ungelöst (insgesamt 12 Auftritte)
- 1982: Tatort – Das Mädchen auf der Treppe
- 1983: Meister Eder und sein Pumuckl – Der große Krach (Fernsehserie)
- 1984: Bali (Fernsehfilm)
- 1988: Tatort: Tödlicher Treff
- 1988: Anna – Der Film
- 1992: Forsthaus Falkenau – Angst um Rica (Fernsehserie)
- 1996: Gegen den Wind – Die Ausreißerin (Fernsehserie)
- 1996–1997: Aus heiterem Himmel (Fernsehserie, 3 Folgen als Frau Meier)
- 1997: Forsthaus Falkenau – Advent, Advent (Fernsehserie)
- 1997: Forsthaus Falkenau – Der Weihnachtsmann (Fernsehserie)
- 1997: Solo für Sudmann – Im Zweifel für den Angeklagten (Fernsehserie)
- 1997: Eine Herzensangelegenheit (Fernsehfilm)
- 1998: Vater wider Willen – Alles neu (Fernsehserie)
- 2000: Stimme des Herzens (Fernsehfilm)